# Al-Andalus (revista)
Al-Andalus: revista de las Escuelas de Estudios Árabes de Madrid y Granada fou una publicació periòdica que va existir entre els anys 1933 i 1978, relacionada amb els estudis àrabs, com a òrgan oficial de l'arabisme, editada des de les Escoles d'Estudis Àrabs de Madrid i Granada, vinculades al CSIC.
La revista, apareguda en 1933, durant la Segona República Espanyola, perllongaria la seva publicació fins al 1978, de forma ininterrompuda, exceptuant els anys 1933 i 1938, durant la Guerra Civil Espanyola. En un primer moment, fou dirigida conjuntament per Miguel Asín Palacios i Emilio García Gómez, directors al seu torn l'un de l'Escola d'Estudis Àrabs de Madrid i l'altre de la de Granada. Al decés del primer, el 1944, Emilio García Gómez passà a fer-se càrrec de la seva direcció fins a la desaparició de la revista, el 1978. La seva successora va ser la revista Al-Qantara: Revista de estudios árabes.